# Ectropis semifasciata
Ectropis semifasciata là một loài bướm đêm trong họ Geometridae.